# Qatar ExxonMobil Open 2022
Qatar ExxonMobil Open 2022 — тенісний турнір, що проходив на кортах з твердим покриттям у місті Доха, Катар з  14 до 20 лютого. Належав до категорії ATP 250.

## Фінальна частина

### Одиночний розряд
Роберто Баутіста Аґут —  Ніколоз Басілашвілі 6–3, 6–4

### Парний розряд
Веслі Колгоф /  Ніл Скупскі —  Роган Бопанна /  Денис Шаповалов 7–6(7–4), 6–1